# تپه فستق (پسته)
تپه فستق (پسته) مربوط به هزاره ۵ تا دوره ساسانیان است و در شهرستان ساوه، شمال رودخانه مزلقان جای و روستای فستق (روستای پسته) واقع شده و این اثر در تاریخ ۱۰ آذر ۱۳۵۴ با شمارهٔ ثبت ۱۲۰۵ به‌عنوان یکی از آثار ملی ایران به ثبت رسیده است.